# الواحد (فلم 2001)
الواحد(بالإنجليزية: The One) هو فيلم أكشن خيال علمي أمريكي من إخراج جيمس وونغ وبطولة جت لي، ديلروي ليندو، كارلا جوجينو وجيسون ستاثام. صدر الفيلم في 2 نوفمبر 2001.

## وصلات خارجية
- مقالات تستعمل روابط فنية بلا صلة مع ويكي بيانات